# 金鍾哲
金 鍾哲（キム・ジョンチョル、朝鮮語: 김종철、1920年11月7日 - 1986年11月4日）は、大韓民国の政治家、実業家。第4・7・8・9・10・12代韓国国会議員。
号は白岩（ペガム、백암）。実業家の金鍾喜と第13代国会議員の金鍾植は弟、実業家の金升淵と金昊淵は甥。本貫は順天金氏。

## 経歴
忠清南道天安郡に生まれた。1942年、明治大学商科卒。解放後は右翼青年団体の大同青年団本部宣伝・教育部長を務め、士官学校と軍事英語学校の設立など韓国国軍の創設にも財政支援をした。1952年に弟の金鍾喜と共に現在のハンファグループ（当時は「韓国火薬」）を設立し、会長を務めた。他に韓国ベアリング・韓国化成・太平物産株式会社理事会会長、大韓フィールドホッケー協会会長も務めた。
1958年の第4代総選挙に民主党の公認で立候補して当選したが、1960年の四月革命の後にしばらく政界引退した。1967年の第7代総選挙で政界復帰し、国会議員計5期を務めたほか、自由党天安区党委員長・中央委員・忠南道党委員長、民主共和党忠南道支部委員長、韓国国民党創設者・総裁、韓国メキシコ議員親善協会会長を務めた。1981年の第12代大統領選挙にも出馬した。
1986年11月4日、持病により66歳で死去した。